# San Rafael, Bulacan
San Rafael là đô thị hạng 2 ở tỉnh Bulacan, Philippines. Theo điều tra dân số mới nhất, đô thị này có dân số 85.284 người trong 14.639 hộ.

## Các đơn vị hành chính
San Rafael về mặt hành chính được chia thành 34 barangay (5 đô thị, 29 nông thôn).
| - BMA-Balagtas - Banca-banca - Caingin - Coral na Bato - Cruz na Daan - Dagat-dagatan - Diliman I - Diliman II - Capihan - Libis - Lico - Maasim | - Mabalas-balas - Maguinao - Maronquillo - Paco - Pansumaloc - Pantubig - Pasong Bangkal - Pasong Callos - Pasong Intsik - Pinacpinacan - Poblacion | - Pulo - Pulong Bayabas - Salapungan - Sampaloc - San Agustin - San Roque - Talacsan - Tambubong - Tukod - Ulingao - Sapang Pahalang |